# Tomio Iwamoto
Tomio Iwamoto (* 1939) ist ein US-amerikanischer Ichthyologe, der sich vornehmlich mit der Familie der Grenadierfische (Macrouridae) befasst. 

## Leben
Iwamoto erwarb 1961 den Bachelor of Arts an der University of California, Los Angeles. Danach schrieb er sich für ein Aufbau- und Doktoratsstudium an der Rosenstiel School of Marine and Atmospheric Science der University of Miami ein, wo er 1968 zum Master of Science graduierte und 1972 mit der Dissertation Macrourid fishes of the tribe Malacocephalini (Macrouridae: Gadiformes) zum Ph.D. promoviert wurde. Von 1962 bis 1972 war er Fischereibiologe am National Marine Fisheries Service und von 1971 bis 1972 Lehrbeauftragter an der Oregon State University. Von 1972 bis 1976 war er Assistenzkurator, von 1976 bis 1987 stellvertretender Kurator und von 1987 bis 2011 Kurator an der California Academy of Sciences. Von 1976 bis 1982 und von 1988 bis 1990 war er darüber hinaus Redakteur für die wissenschaftlichen Veröffentlichungen der California Academy of Sciences.
Iwamoto ist Mitglied der American Fisheries Society, des American Institute of Fishery Research Biologists, der American Society of Ichthyologists & Herpetologists (davon 1979 bis 1983 und 1994 bis 1999 im Vorstand, von 1982 bis 1985 Redakteur der ichthyologischen Rubrik sowie von 1978 bis 1982 in der Chefredaktion der Zeitschrift Copeia), in der American Society for Zoological Nomenclature, in der Biological Society of Washington, in der Ichthyological Society of Japan, in der Korean Society of Ichthyology (Berater von 2001 bis 2006) und bei Sigma Xi.
Iwamoto ist Fellow der California Academy of Sciences. Er war vom 15. April bis 26. Juli 1988 Austauschwissenschaftler des National Academy of Sciences/National Research Council in der Sowjetunion, vom 29. Oktober bis 17. Dezember 1992 Gastwissenschaftler am J.L.B. Smith Institute of Ichthyology an der Rhodes-Universität in Grahamstown sowie von April bis Juli 1993 und im Jahr 2003 Gastwissenschaftler am Australian Museum.
Iwamotos Forschungsschwerpunkt gilt der Systematik und den evolutionären Prozessen der Grenadierfische, einer Gruppe von mehr als 400 Arten, die in der Tiefsee vorkommen. Das Verbreitungsgebiet dieser Gruppe umfasst alle Ozeane, jedoch sind 80 bis 90 % der Arten auf subtropische und tropische Meere beschränkt. Diese Familie hat sich offenbar in der Tiefsee entwickelt, da keine nahen Verwandten im Flachwasser bekannt sind. 
Die Forschungsarbeit von Iwamoto zu den Grenadierfischen begann in den frühen 1960er Jahren, als er als Meeresbiologe im tropischen Westatlantik tätig war. Zu dieser Zeit waren Grenadierfische kaum erforscht und wurden nur selten gesammelt. Nur wenige der 30 oder 40 Arten, die auf den Expeditionen häufig nachgewiesen wurden, waren identifizierbar, obwohl sie einen wichtigen Bestandteil der Fauna darstellten, den die Forscher dokumentierten.
Auf der Suche nach Grenadierfischen bereiste Iwamoto in Zusammenarbeit mit Ozeanografen und Fischereifahrzeugen den größten Teil des westlichen tropischen Atlantiks von Cape Hatteras über den Golf von Mexiko und die Karibik bis nach Nordbrasilien, den östlichen tropischen Atlantik vor Angola, die Pazifikküste Nordamerikas vom Beringmeer und den westlichsten Aleuten bis nach Südkalifornien, die Hawaii-Inseln, die Philippinen, Neukaledonien und den Norfolk-Rücken und Lord Howe Rise nördlich von Neuseeland.
Viele seiner Studien betrafen Grenadierfische im westlichen Pazifik, in Australien und im Indischen Ozean. Arbeiten, die die Ichthyofauna dieser Gebiete beschreiben, wurden in Zusammenarbeit mit Ichthyologen aus Australien, Großbritannien, Israel, Japan, Neuseeland, Russland und Taiwan veröffentlicht. Ein neuerer Schwerpunkt ist eine Studie über die Meeresfische Angolas, die auf Sammlungen basiert, die Iwamoto 2005, 2007, 2010 und 2012 an Bord des norwegischen Fischereiforschungsschiffs Dr. Fridtjof Nansen durchgeführt hatte.

## Dedikationsnamen
Nach Tomio Iwamoto sind die Arten Hymenocephalus iwamotoi Schwarzhans, 2014 Lophiodes iwamotoi Ho, Séret & Shao, 2011 und Pareques iwamotoi Miller & Woods, 1988 benannt.

## Erstbeschreibungen von Tomio Iwamoto
Iwamoto war an den Erstbeschreibungen von 115 Fischtaxa beteiligt, darunter:
- Coelorinchus aconcagua Iwamoto, 1978
- Coelorinchus amirantensis Iwamoto, Golani, Baranes & Goren, 2006
- Coelorinchus amydrozosterus Iwamoto & Williams, 1999
- Coelorinchus charius Iwamoto & Williams, 1999
- Coelorinchus cylindricus Iwamoto & Merrett, 1997
- Coelorinchus fuscigulus Iwamoto, Ho & Shao, 2009
- Coelorinchus gaesorhynchus Iwamoto & Williams, 1999
- Coelorinchus geronimo Marshall & Iwamoto, 1973
- Coelorinchus goobala Iwamoto & Williams, 1999
- Coelorinchus gormani Iwamoto & Graham, 2008
- Coelorinchus hoangi Iwamoto & Graham, 2008
- Coelorinchus immaculatus Sazonov & Iwamoto, 1992
- Coelorinchus kaiyomaru Arai & Iwamoto, 1979
- Coelorinchus lasti Iwamoto & Williams, 1999
- Coelorinchus leptorhinus Chiou, Shao & Iwamoto, 2004
- Coelorinchus mascarenus Prokofiev & Iwamoto, 2020
- Coelorinchus mayiae Iwamoto & Williams, 1999
- Coelorinchus mediterraneus Iwamoto & Ungaro, 2002
- Coelorinchus melanobranchus Iwamoto & Merrett, 1997
- Coelorinchus melanosagmatus Iwamoto & Anderson, 1999
- Coelorinchus multifasciatus Sazonov & Iwamoto, 1992
- Coelorinchus nazcaensis Sazonov & Iwamoto, 1992
- Coelorinchus obscuratus McMillan & Iwamoto, 2009
- Coelorinchus osipullus McMillan & Iwamoto, 2009
- Coelorinchus paraboliceps Prokofiev & Iwamoto, 2020
- Coelorinchus pardus Iwamoto & Williams, 1999
- Coelorinchus polli Marshall & Iwamoto, 1973
- Coelorinchus semaphoreus Iwamoto & Merrett, 1997
- Coelorinchus sereti Iwamoto & Merrett, 1997
- Coelorinchus shcherbachevi Iwamoto & Merrett, 1997
- Coelorinchus sheni Chiou, Shao & Iwamoto, 2004
- Coelorinchus simorhynchus Iwamoto & Anderson, 1994
- Coelorinchus spilonotus Sazonov & Iwamoto, 1992
- Coelorinchus thurla Iwamoto & Williams, 1999
- Coelorinchus trachycarus Iwamoto, McMillan & Shcherbachev, 1999
- Coelorinchus trunovi Iwamoto & Anderson, 1994
- Coelorinchus ventrilux Marshall & Iwamoto, 1973
- Coelorinchus vityazae Iwamoto, Shcherbachev & Marquardt, 2004
- Coelorinchus yurii Iwamoto, Golani, Baranes & Goren, 2006
- Coelorinchus zinjianus Prokofiev & Iwamoto, 2023
- Coryphaenoides alateralis Marshall & Iwamoto, 1973
- Coryphaenoides castaneus Shcherbachev & Iwamoto, 1995
- Coryphaenoides delsolari Chirichigno F. & Iwamoto, 1977
- Coryphaenoides grahami Iwamoto & Shcherbachev, 1991
- Coryphaenoides gypsochilus Iwamoto & McCosker, 2001
- Coryphaenoides marshalli Iwamoto, 1970
- Coryphaenoides mcmillani Iwamoto & Shcherbachev, 1991
- Coryphaenoides myersi Iwamoto & Sazonov, 1988
- Coryphaenoides oreinos Iwamoto & Sazonov, 1988
- Coryphaenoides yaquinae Iwamoto & Stein, 1974
- Echinomacrurus occidentalis Iwamoto, 1979
- Gadomus pepperi Iwamoto & Williams, 1999
- Hymenocephalus billsam Marshall & Iwamoto, 1973
- Hymenocephalus fuscus McMillan & Iwamoto, 2014
- Hymenocephalus maculicaudus McMillan & Iwamoto, 2014
- Hymenocephalus megalops Iwamoto & Merrett, 1997
- Hymenocephalus neglectissimus Sazonov & Iwamoto, 1992
- Hymenocephalus nesaeae Merrett & Iwamoto, 2000
- Hymenocephalus semipellucidus Sazonov & Iwamoto, 1992
- Kumba calvifrons Iwamoto & Sazonov, 1994
- Kumba gymnorhynchus Iwamoto & Sazonov, 1994
- Kumba musorstom Merrett & Iwamoto, 2000
- Kumba punctulata Iwamoto & Sazonov, 1994
- Kuronezumia Iwamoto, 1974
- Kuronezumia bubonis (Iwamoto, 1974)
- Kuronezumia paepkei Shcherbachev, Sazonov & Iwamoto, 1992
- Kuronezumia pallida Sazonov & Iwamoto, 1992
- Lucigadus acrolophus Iwamoto & Merrett, 1997
- Lucigadus borealis Iwamoto & Okamoto, 2015
- Macrourus caml McMillan, Iwamoto, Stewart & Smith, 2012
- Malacocephalus okamurai Iwamoto & Arai, 1987
- Mataeocephalus cristatus Sazonov, Shcherbachev & Iwamoto, 2003
- Mataeocephalus kotlyari Sazonov, Shcherbachev & Iwamoto, 2003
- Mesobius Hubbs & Iwamoto, 1977
- Mesovagus antipodum (Hubbs & Iwamoto, 1977)
- Mesovagus berryi (Hubbs & Iwamoto, 1977)
- Nezumia africana (Iwamoto, 1970)
- Nezumia aspidentata Iwamoto & Merrett, 1997
- Nezumia cliveri Iwamoto & Merrett, 1997
- Nezumia coheni Iwamoto & Merrett, 1997
- Nezumia cyrano Marshall & Iwamoto, 1973
- Nezumia duodecim  Iwamoto, 1970
- Nezumia kapala Iwamoto & Williams, 1999
- Nezumia leucoura Iwamoto & Williams, 1999
- Nezumia merretti Iwamoto & Williams, 1999
- Nezumia micronychodon Iwamoto, 1970
- Nezumia milleri Iwamoto, 1973
- Nezumia parini Hubbs & Iwamoto, 1977
- Nezumia soela Iwamoto & Williams, 1999
- Nezumia suilla Marshall & Iwamoto, 1973
- Nezumia umbracincta Iwamoto & Anderson, 1994
- Nezumia ventralis Hubbs & Iwamoto, 1979
- Nezumia wularnia Iwamoto & Williams, 1999
- Pteropsaron dabfar Iwamoto, 2014
- Pteropsaron levitoni Iwamoto, 2014
- Serranus drewesi Iwamoto, 2018
- Serranus inexpectatus Wirtz & Iwamoto, 2018
- Serranus pulcher Wirtz & Iwamoto, 2016
- Spicomacrurus adelscotti (Iwamoto & Merrett, 1997)
- Spicomacrurus dictyogadus Iwamoto, Shao & Ho, 2011
- Spicomacrurus mccoskeri Iwamoto, Shao & Ho, 2011
- Thorogobius alvheimi Sauberer, Iwamoto & Ahnelt, 2018
- Thorogobius laureatus Sauberer, Iwamoto & Ahnelt, 2018
- Trachonurus gagates Iwamoto & McMillan, 1997
- Trachonurus robinsi Iwamoto, 1997
- Trachonurus yiwardaus Iwamoto & Williams, 1999
- Ventrifossa gomoni Iwamoto & Williams, 1999
- Ventrifossa johnboborum Iwamoto, 1982
- Ventrifossa macrodon Sazonov & Iwamoto, 1992
- Ventrifossa mystax Iwamoto & Anderson, 1994
- Ventrifossa obtusirostris Sazonov & Iwamoto, 1992
- Ventrifossa paxtoni Iwamoto & Williams, 1999
- Ventrifossa sazonovi Iwamoto & Williams, 1999
- Ventrifossa teres Sazonov & Iwamoto, 1992
- Ventrifossa vinolenta Iwamoto & Merrett, 1997